# 里德利島
61°51′S 58°3′W / 61.850°S 58.050°W
里德利島（英語：Ridley Island）是南極洲的島嶼，位於南設得蘭群島的喬治王島，處於福爾斯朗德角以北3.7公里，該島嶼現時由南極條約體系管理。